# Gigabit Video Interface
Gigabit Video Interface (GVIF, ang. Gigabitowy interfejs wideo) to rodzaj interfejsu szeregowego do cyfrowego przesyłania sygnału wideo przez pojedynczy przewód typu skrętka. Umożliwia transmisję cyfrową z prędkością dochodzącą do 1.2Gb/s poprzez przewód STP na odległość do 20 metrów. Został zaprojektowany przez firmę Sony w celu wdrożenia na rynek komputerów i elektroniki użytkowej obecnie najszersze zastosowanie ma w przemyśle motoryzacyjnym. Jego charakterystyka umożliwia cyfrowe zarządzanie prawami dzięki zastosowaniu technologii HDCP.